# ناحیه گرانت، ایوسکو، میشیگان
ناحیه گرانت (به انگلیسی: Grant Township) یک منطقهٔ مسکونی در ایالات متحده آمریکا است که در شهرستان ایوسکو، میشیگان واقع شده‌است.
 ناحیه گرانت ۹۱٫۹ کیلومتر مربع مساحت و ۱٬۵۶۰ نفر جمعیت دارد و ۲۲۸ متر بالاتر از سطح دریا واقع شده‌است.